# Ngọc Thanh Tâm
Nguyễn Ngọc Thanh Tâm, thường được biết đến với nghệ danh Ngọc Thanh Tâm (sinh ngày 1 tháng 7 năm 1993), là một nữ diễn viên người Việt Nam. Từng là thành viên của nhóm nhạc nữ Power Girls trong giai đoạn đầu sự nghiệp, song cô không tiếp tục theo đuổi con đường âm nhạc mà chuyển hướng sang diễn xuất, tại đây cô ghi dấu ấn lớn với các vai diễn trong các bộ phim Hiệp sĩ mù (2014) và Đảo của dân ngụ cư (2017).
Với vai diễn trong Hiệp sĩ mù, Tâm đã giành giải Cánh diều vàng của Hội điện ảnh Việt Nam vào năm 2014 cho hạng mục Cánh diều vàng triển vọng, và giải đặc biệt tại liên hoan phim châu Á – Thái Bình Dương vào năm 2018 cho vai diễn trong phim Đảo của dân ngụ cư. Những vai diễn chính trong các bộ web drama Bao lô (2019) và Thạch Sanh Lý Thanh (2023) cũng đã giúp cô hai lần vinh dự giành giải thưởng Nữ diễn viên xuất sắc nhất tại giải thưởng Ngôi Sao Xanh.

## Tiểu sử
Ngọc Thanh Tâm sinh ngày 1 tháng 7 năm 1993 tại Nha Trang, Khánh Hòa, với tên khai sinh là Nguyễn Ngọc Thanh Tâm. Cô là con gái của Trịnh Thị Bích Hằng, chủ tịch của tập đoàn Hải Vương, một công ty chuyên xuất nhập khẩu các sản phẩm đông lạnh của tỉnh.

## Sự nghiệp
Từ năm 2010 đến năm 2012, cô từng là thành viên của nhóm nhạc nữ Power Girls. Tuy nhiên, tên tuổi của cô chỉ thật sự được công chúng biết tới khi cô tham gia bộ phim Hiệp sĩ mù. Mặc dù đã gây được ấn tượng nhưng Ngọc Thanh Tâm lại quyết định tập trung vào việc học tại đại học RMIT. Ngọc Thanh Tâm không chọn đi theo con đường kinh doanh của mẹ, cô quyết định theo học ngành truyền thông kỹ thuật số và diễn xuất. Cô cho biết khi tham gia bộ phim Hiệp sĩ mù, cô đã dành sáu tháng để quay và trong thời gian này cô phải bảo lưu việc học của mình. Năm 2015, Ngọc Thanh Tâm tham gia diễn xuất trong phim ca nhạc Tuổi hồng thơ ngây của Đàm Vĩnh Hưng, cũng như xuất hiện trong MV ca khúc chủ đề trong album Khắc của ông.
Năm 2017, cô gây ấn tượng mạnh khi đóng vai Chu trong bộ phim Đảo của dân ngụ cư và giành được giải đặc biệt của Ban giám khảo dành cho diễn viên xuất sắc (Special Jury Awards) tại liên hoan phim châu Á – Thái Bình Dương. Năm 2018, cô lần lượt tham gia diễn xuất trong các bộ phim Yêu em bất chấp và Trường học bá vương. Năm 2019, cô đóng vai Thư Kỳ trong bộ phim YOLO và tạo đột phá khi vào vai chính Kim Thanh trong bộ web drama Bao lô, vai diễn giúp cô giành giải thưởng Nữ diễn viên xuất sắc nhất tại giải thưởng Ngôi Sao Xanh.
Từ năm 2020 đến năm 2023, tên tuổi của cô được biết đến nhiều hơn khi tham gia đóng chính trong hai bộ web drama Tâm sắc Tấm (vào vai Tấm) và Thạch Sanh Lý Thanh (vào vai Lý Thanh), bộ sau đó giúp cô giành hai giải ở hạng mục nữ chính tại giải thưởng Ngôi Sao Xanh vào năm 2023. Năm 2024, cô vào vai chính Anna Lê trong bộ web drama Mắc gì Tết, đồng thời còn là một trong 30 nữ nghệ sĩ tham gia mùa thứ hai của chương trình Chị đẹp đạp gió rẽ sóng và xuất sắc tiến vào chung kết dù không nằm trong đội hình thành đoàn sau chương trình. Năm 2025, cô tham gia chương trình Gia đình Haha.

## Đời tư
Ngọc Thanh Tâm có khả năng sử dụng thành thạo ba thứ tiếng gồm tiếng Việt, tiếng Anh và tiếng Trung, ngoài ra cô cũng có thể chơi cả piano và đàn tranh.

## Danh sách phim

### Phim điện ảnh
| Năm  | Tên phim            | Vai diễn  | Nguồn  |
| ---- | ------------------- | --------- | ------ |
| 2014 | Hiệp sĩ mù          | Linh      | [ 5 ]  |
| 2016 | Đảo của dân ngụ cư  | Chu       | [ 7 ]  |
| 2018 | Yêu em bất chấp     | Diệu Hiền | [ 8 ]  |
| 2018 | Trường học bá vương | Kim       | [ 9 ]  |
| 2019 | YOLO                | Thư Kỳ    | [ 10 ] |

### Web drama
| Năm       | Tên phim            | Vai diễn  | Nguồn         |
| --------- | ------------------- | --------- | ------------- |
| 2019      | Bao lô              | Kim Thanh | [ 12 ]        |
| 2020–2021 | Tâm sắc Tấm         | Tấm       | [ 13 ]        |
| 2023      | Thạch Sanh Lý Thanh | Lý Thanh  | [ 14 ] [ 22 ] |
| 2024      | Mắc gì Tết          | Anna Lê   | [ 16 ]        |

### Chương trình truyền hình
| Năm  | Chương trình            | Vai trò          | Ghi chú                              | Nguồn                |
| ---- | ----------------------- | ---------------- | ------------------------------------ | -------------------- |
| 2019 | Mỹ nhân hành động       | Người chơi       | Nhận giải quán quân cùng Phương Oanh | [ 23 ]               |
| 2024 | Chị đẹp đạp gió rẽ sóng | Thí sinh         |                                      | [ 17 ] [ 18 ] [ 19 ] |
| 2025 | Gia đình Haha           | Thành viên chính |                                      | [ 21 ]               |

## Giải thưởng và đề cử
| Năm  | Giải thưởng                             | Hạng mục                                                                         | Đề cử    | Kết quả   | Chú thích |
| ---- | --------------------------------------- | -------------------------------------------------------------------------------- | -------- | --------- | --------- |
| 2014 | Giải Cánh diều                          | Diễn viên trẻ triển vọng                                                         | Bản thân | Đoạt giải | [ 24 ]    |
| 2014 | Giải Mai Vàng                           | Nữ diễn viên điện ảnh, truyền hình được yêu thích                                | Bản thân | Đề cử     | [ 25 ]    |
| 2015 | The Magic Box Award                     | Nữ diễn viên xuất sắc nhất                                                       | Bản thân | Đoạt giải | [ 26 ]    |
| 2017 | Liên hoan phim quốc tế ASEAN            | Nữ diễn viên chính xuất sắc nhất                                                 | Bản thân | Đề cử     | [ 27 ]    |
| 2017 | ELLE Style Awards                       | Nghệ sĩ triển vọng của năm                                                       | Bản thân | Đoạt giải | [ 28 ]    |
| 2018 | Liên hoan phim châu Á – Thái Bình Dương | Giải đặc biệt của Ban giám khảo dành cho diễn viên xuất sắc (Special Jury Award) | Bản thân | Đoạt giải | [ 2 ]     |
| 2019 | Giải thưởng Ngôi Sao Xanh               | Nữ diễn viên phim chiếu mạng xuất sắc nhất                                       | Bản thân | Đoạt giải | [ 11 ]    |
| 2023 | Giải thưởng Ngôi Sao Xanh               | Nữ diễn viên phim chiếu mạng được yêu thích nhất                                 | Bản thân | Đoạt giải | [ 15 ]    |
| 2023 | Giải thưởng Ngôi Sao Xanh               | Nữ diễn viên phim chiếu mạng xuất sắc nhất                                       | Bản thân | Đoạt giải | [ 15 ]    |